# SW-400

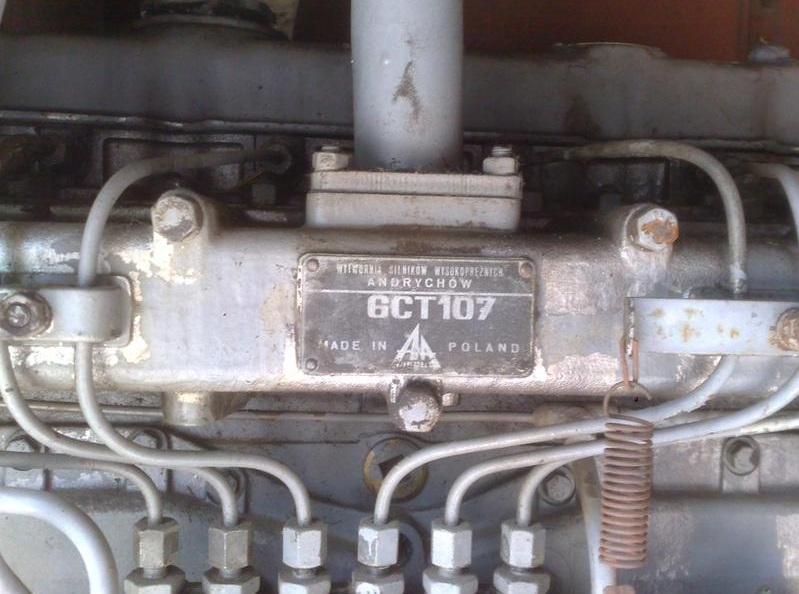
Silnik 6CT107 o mocy 138 KM montowano w polskich sieczkarniach samojezdnych Orkan: Z320, Z325 i Z340

SW 400 – silnik o zapłonie samoczynnym z wtryskiem bezpośrednim, 6-cylindrowy, rzędowy, o pojemności 6540 cm³, produkowany w Wytwórni Silników Wysokoprężnych Andoria w Andrychowie, na podstawie zawartej przez Polskę w roku 1966 umowy licencyjnej z angielską firmą British Leyland na silniki typu 0.400, stosowany jako źródło napędu m.in.: autobusów Autosan H9, kombajnów Bizon, ładowarek Fadroma Ł200, doświadczalnie – samochodów Star 28 (po przeróbkach), 200, 244, 266 (zamiennie z silnikiem S359).
Licencja na ten silnik była dużym przeskokiem zarówno konstrukcyjnym, jak i technologicznym. Silnik bazowy SW400 miał znaczne rezerwy rozwojowe, co WSW Andoria wykorzystała. Był dopracowany w zakresie komory spalania, systemu zasilania i wtrysku, przez co charakteryzował się dobrymi parametrami roboczymi i eksploatacyjnymi (jednostkowe zużycie paliwa, generowany hałas).
Z uwagi na duże możliwości rozwojowe i dobre dopracowanie konstrukcyjne – w całej gamie silników rozwojowych nie zmieniono ani średnicy cylindra (107,19 mm), ani skoku tłoka (120,65 mm), pozostawiając również bez zmian geometrię komory spalania silnika z wtryskiem bezpośrednim – przyjęto dla celów technologicznych ten sam system rozrządu OHV i ten sam system wtrysku (pompa sekcyjna). To ostatnie rozwiązanie poważnie zaciążyło nad sprzedażą nowych jednostek napędowych z uwagi na spełnienie normy czystości spalin EURO-II.
Silnik SW-400 był produkowany dość krótko. Zastąpiły go rozliczne odmiany rozwojowe. Silnik SW400 jako silnik bazowy posłużył do konstrukcji zarówno wersji "okrojonych" (czterocylindrowych SW266, później 4C107 i 4CT107), jak i sześciocylindrowych. Wzrost parametrów roboczych osiągnięto poprzez turbodoładowanie o różnych charakterystykach doładowania oraz w niektórych modelach zastosowano dodatkowo intercooler. Z tego wynika znaczący przyrost momentu obrotowego oraz mocy. Służyły głównie do napędu pojazdów – szczególnie różnorakich odmian autobusów Autosan H9. Wersja 4-cylindrowa służyła jako źródło napędu pomp do betonu, jej doładowane wersje do napędu małych autobusów oraz samochodów ciężarowych Star 742.
| Oznaczenie                 | SW266 | 4CT107              | SW400 r3 | 6CT107 | 6CT107             | 6CT107             | 6CT107-3           | 6CT107-3/A4        |
| -------------------------- | --- | ------------------- | --- | --- | ------------------ | ------------------ | ------------------ | ------------------ |
| Zastosowanie (model)       | pompa do betonu Pod zmarynizowaną nazwą "KRAB" stosowane na statkach żeglugi śródlądowej i kutrach rybackich. | Star 742 Autosan H6 | Bizon Super Z056, Sieczkarnia Orkan Z310, SN81-001 Pod zmarynizowaną nazwą "REKIN" stosowane na statkach żeglugi śródlądowej i kutrach rybackich. | Autosan H9 Sieczkarnia Orkan Z320, Sieczkarnia Orkan Z325, Sieczkarnia Orkan Z340, SN81, Bizon Rekord Z058 | Autosan H9         | Autosan H10-10     | Ślązak 8190        | brak danych        |
| Układ cylindrów            | rzędowy | rzędowy             | rzędowy | rzędowy | rzędowy            | rzędowy            | rzędowy            |                    |
| Liczba cylindrów           | 4 | 4                   | 6 | 6 | 6                  | 6                  | 6                  | 6                  |
| Średnica cylindra          | 107,19 mm | 107,19 mm           | 107,19 mm | 107,19 mm                                                                                                  | 107,19 mm          | 107,19 mm          | 107,19 mm          | 107,19 mm          |
| Skok tłoka                 | 120,65 mm | 120,65 mm           | 120,65 mm | 120,65 mm                                                                                                  | 120,65 mm          | 120,65 mm          | 120,65 mm          | 120,65 mm          |
| Pojemność skokowa          | 4360 cm³ | 4360 cm³            | 6540 cm³ | 6540 cm³                                                                                                   | 6540 cm³           | 6540 cm³           | 6540 cm³           | 6540 cm³           |
| Stopień sprężania          | 16 | 16,5                | 16 | 16,5 | 16,5               | 16,5               | 16,5               | 16,5               |
| Moc maksymalna             | 80 KM | 105 KM              | 100/115 KM | 138 KM | 150 KM             | 170 KM             | 190 KM             | 206 KM             |
| Turbodoładowanie           | brak | jest                | brak/jest | jest | jest               | jest               | jest               | jest               |
| Intercooler                | brak | brak danych         | brak | jest | brak danych        | brak danych        | jest               | jest               |
| Obroty mocy maks.          | 2400 | 2600                | 2400 | 2600 | 2600               | 2600               | 2200               | 2500               |
| Maks. moment obrotowy      | 260 Nm | 380 Nm              | brak danych | 432 Nm | 490 Nm             | 600 Nm             | 760 Nm             | 730 Nm             |
| Obroty maks. momentu       | 1600 | 1400                | brak danych | 1600 | 1600               | 1600               | 1400-1600          | 1600               |
| Jednostkowe zużycie paliwa | brak danych                                                                                                   | brak danych         | brak danych | brak danych                                                                                                | brak danych        | 213 g/kWh          | brak danych        | 209 g/kWh          |
| Zasilanie                  | wtrysk bezpośredni                                                                                            | wtrysk bezpośredni  | wtrysk bezpośredni | wtrysk bezpośredni                                                                                         | wtrysk bezpośredni | wtrysk bezpośredni | wtrysk bezpośredni | wtrysk bezpośredni |
| Rodzaj rozrządu            | OHV | OHV                 | OHV | OHV | OHV                | OHV                | OHV                | OHV                |
| Kolejność zapłonów         | 1-3-4-2 | 1-3-4-2             | 1-5-3-6-2-4 | 1-5-3-6-2-4                                                                                                | 1-5-3-6-2-4        | 1-5-3-6-2-4        | 1-5-3-6-2-4        | 1-5-3-6-2-4        |
| Masa silnika suchego       | 425 kg | 465 kg              | 550 kg | brak danych                                                                                                | brak danych        | brak danych        | 650 kg             | 650 kg             |